# Абдулла, Даниял Фадзли
Даниял Фадзли бин Абдулла (малайск. Danial Fadzly Abdullah, имя при рождении Вират Ном — малайск. Wirat Nom); род. 14 января 1979, Кедах) — малайзийский футболист, выступал на позиции как защитника, так и полузащитника.

## Карьера
Родился в штате Кедах, где и начал заниматься футболом, в 2004 году попав в профессиональную команду «Кедах». С 2005 по 2008 годы выступал за «Перак», в 2009 году играл за «Перлис». Далее выступал за АТМ и «Келантан». В 2013 году выступал за «Пинанг».

## Личная жизнь
По национальности — таец, исповедовал буддизм, однако в 2004 году принял ислам, взяв себе новое имя Даниял Фадзли бин Абдулла.